# Aleksandr Loginov
Aleksandr Viktorovitsj Loginov (Russisch: Александр Викторович Логинов) (Saratov, 31 januari 1992) is een Russische biatleet. Hij vertegenwoordigde zijn vaderland op de Olympische Winterspelen 2014 in Sotsji.

## Carrière
Bij zijn wereldbekerdebuut, op 28 februari 2013 in Oslo, eindigde Loginov direct op de vijfde plaats. Twee dagen later stond de Rus in de Noorse hoofdstad voor de eerste maal in zijn carrière op het podium van een wereldbekerwedstrijd. 
Tijdens de Olympische Winterspelen van 2014 in Sotsji nam hij deel aan de 20 kilometer individueel. Op dit onderdeel eindigde finishte hij op de dertigste plaats. In november 2014 maakt de Russisch biatlonbond bekend dat Loginov bij een hertest van een dopingcontrole in november 2013 was betrapt op het gebruik van EPO. Hij werd door de IBU voor twee jaar geschorst.
Op de wereldkampioenschappen biatlon 2017 in Hochfilzen eindigde Loginov als 72e op de 20 kilometer individueel. Op de gemengde estafette veroverde hij samen met Olga Podtsjoefarova, Tatjana Akimova en Anton Sjipoelin de bronzen medaille. 
Op 11 januari 2019 boekte de Rus in Oberhof zijn eerste wereldbekerzege. In Östersund nam hij deel aan de wereldkampioenschappen biatlon 2019. Op dit toernooi behaalde hij de zilveren medaille op de 10 kilometer sprint, daarnaast eindigde hij als vierde op 15 kilometer massastart en als veertiende op de zowel de 20 kilometer individueel als 12,5 kilometer achtervolging. Samen met Matvej Jelisejev, Nikita Porsjnev en Dmitri Malysjko sleepte hij de bronzen medaille in de wacht op de estafette, op de gemengde estafette eindigde hij samen met Jevgenia Pavlova, Jekaterina Joerlova-Percht en Dmitri Malysjko op de vierde plaats.
Tijdens de wereldkampioenschappen biatlon 2020 in Antholz werd hij wereldkampioen op de 10 kilometer sprint, op de 12,5 kilometer achtervolging legde hij beslag op de bronzen medaille. Op de 20 kilometer individueel eindigde hij op de vijftiende plaats. Samen met Jevgeni Garanitsjev, Matvej Jelisejev en Nikita Porsjnev eindigde hij als vierde op de estafette, op de gemengde estafette eindigde hij samen met Irina Starych, Jekaterina Joerlova-Percht en Matvej Jelisejev op de zesde plaats.

## Resultaten

### Olympische Winterspelen
| Jaar | Plaats | Onderdeel   | Onderdeel | Onderdeel     | Onderdeel  | Onderdeel | Onderdeel          |
| Jaar | Plaats | Individueel | Sprint    | Achtervolging | Massastart | Estafette | Gemengde estafette |
| ---- | ------ | ----------- | --------- | ------------- | ---------- | --------- | ------------------ |
| 2014 | Sotsji | DSQ         | –         | –             | –          | –         | –                  |
| 2022 | Peking | 10e         | 38e       | 27e           | 15e        | ↑         | ↑                  |

### Wereldkampioenschappen
| Jaar | Plaats     | Onderdeel   | Onderdeel | Onderdeel     | Onderdeel  | Onderdeel | Onderdeel          | Onderdeel                 | Onderdeel |
| Jaar | Plaats     | Individueel | Sprint    | Achtervolging | Massastart | Estafette | Gemengde estafette | Single gemengde estafette |           |
| ---- | ---------- | ----------- | --------- | ------------- | ---------- | --------- | ------------------ | ------------------------- | --------- |
| 2017 | Hochfilzen | 72e         | –         | –             | –          | –         | Brons              |                           |           |
| 2019 | Östersund  | 14e         | Zilver    | 14e           | 4e         | Brons     | 4e                 | –                         |           |
| 2020 | Antholz    | 15e         | Goud      | Brons         | –          | 4e        | 6e                 | –                         |           |
| 2021 | Pokljuka   | 31e         | 26e       | 16e           | 9e         | Brons     | 9e                 | –                         |           |

### Wereldbeker
Eindklasseringen
| Seizoen   | Algemeen | Individueel | Sprint | Achtervolging | Massastart |
| --------- | -------- | ----------- | ------ | ------------- | ---------- |
| 2012/2013 | 46e      | –           | 45e    | 46e           | 36e        |
| 2016/2017 | 93e      | –           | 89e    | 75e           | –          |
| 2017/2018 | 23e      | 22e         | 27e    | 23e           | 20e        |
| 2018/2019 | Zilver   | 5e          | Zilver | Brons         | 10e        |
| 2019/2020 | 7e       | 8e          | 6e     | 5e            | 24e        |
| 2020/2021 | 17e      | Brons       | 22e    | 19e           | 20e        |
| 2021/2022 |          |             |        |               |            |

Wereldbekerzeges
| Nr.         | Datum            | Plaats       | Onderdeel          |
| Individueel | Individueel      | Individueel  | Individueel        |
| ----------- | ---------------- | ------------ | ------------------ |
| 1.          | 11 januari 2019  | Oberhof      | 10 km sprint       |
| 2.          | 15 februari 2020 | Antholz (WK) | 10 km sprint       |
| 3.          | 22 januari 2021  | Antholz      | 20 km individueel  |
| 4.          | 7 januari 2022   | Oberhof      | 10 km sprint       |
| Estafettes  |                  |              |                    |
| 1.          | 10 maart 2013    | Sotsji       | 4×7,5 km estafette |
| 2.          | 13 januari 2019  | Oberhof      | 4×7,5 km estafette |
| 3.          | 10 januari 2021  | Oberhof      | Gemengde estafette |
| 4.          | 15 januari 2022  | Ruhpolding   | 4×7,5 km estafette |